# George van Driem
George van Driem (1957) é um linguista holandês, professor da Universidade de Berna, onde é diretor do Instituto de Linguística. É um dos fundadores da Escola de Leiden e estudioso de diversas ideias linguísticas, como a hipótese da língua pai e o simbiosismo.
Bacharel em Biologia pela Universidade da Virgínia e Ph.D. em Linguística pela Universidade de Leiden, onde defendeu a tese A grammar of Limbu em 1987, van Driem foi contratado pelo Governo Real do Butão para descrever a gramática da língua butanesa e projetar uma romanização fonológica. Ele é autor da obra Languages of the Himalayas, um manual etnolinguístico de dois volumes que tratam a região do Grande Himalaia.
Sua pesquisa interdisciplinar em colaboração com geneticistas levou a avanços na reconstrução da pré-história etnolinguística asiática. Seu trabalho linguístico histórico sobre a filogenia linguística substituiu a hipótese sino-tibetana sem suporte pelo modelo filogenético.